# مارک راکیتا
مارک راکیتا (روسی: Марк Семенович Ракита؛ زادهٔ ۲۲ ژوئیهٔ ۱۹۳۸) شمشیرباز اهل اتحاد جماهیر شوروی سوسیالیستی بود.
وی در مسابقات کشوری و بین‌المللی در مجموع برندهٔ ۲ مدال طلا، ۲ مدال نقره شده‌است.